# Álvaro Vadillo
Álvaro Vadillo Cifuentes (ur. 12 września 1994 w Puerto Real) – hiszpański piłkarz grający na pozycji lewego skrzydłowego. Obecnie jest piłkarzem Granady.

## Kariera
28 sierpnia 2011 roku Vadillo został drugim najmłodszym piłkarzem w historii La Liga, gdy zagrał w meczu z Granadą w wieku 16 lat, 11 miesięcy i 16 dni. 15 października 2011 roku zderzył się z Sergio Ramosem na początku meczu z Realem Madryt i wyleciał z gry na wiele miesięcy z powodu kontuzji.